# Kaang
Kaang, detto anche Cagn, Kho o Thora, è una divinità della mitologia dei boscimani.

## Nel mito
Divinità antica e invisibile vive una volta sulla terra poi nel cielo, tutti i suoi poteri derivano da un dente. Creatore di ogni cosa fra cui gli esseri umani combatté con giganti e spiriti malefici prima di lasciare il luogo dove vivevano gli esseri che gli mancarono di rispetto. I suoi figli rimasero sulla terra, manifesta il proprio volere negli animali (come la mantide religiosa e il bruco) ma anche con i fenomeni naturali.
Viene contrapposto a Gawama, la divinità che odia il creato.